# Satires (Boileau)
Pour les articles homonymes, voir Satire (homonymie).
Les Satires sont un recueil de Nicolas Boileau composé à partir de 1657 et publié à partir de 1666, inspiré des Satires d'Horace et de celles de Juvénal, et entièrement écrit en alexandrins.

## Composition
Le recueil comportait sept poèmes dans l'édition originale de 1666. En 1668 est parue une nouvelle édition augmentée de deux satires et d'un Discours sur la satire. En 1694 a été ajoutée la satire X « Contre les femmes », puis en 1701 la onzième. La douzième satire, interdite de publication, n'est parue qu'après la mort de son auteur en 1716.
Les thèmes abordés sont très variés, et il n'y a pas de plan d'ensemble. Parmi ces thèmes, on compte la difficulté de vivre à Paris (I et VI), la vanité des nobles (V) et un dîner ridicule (III). Mais la cible préférée de Boileau reste les auteurs de son temps qu'il jugeait mauvais (II, III et IX notamment).

## Réception
Dès leur première publication, les Satires provoquèrent un scandale, en partie parce qu'elles attaquaient nommément certaines personnes. Malgré les mécontents, Boileau a toujours bénéficié de la bienveillance du roi ; seule la douzième satire, sur les jésuites, est interdite. La polémique a tellement enflé qu'on a pu parler de « Querelle des Satires ».
Les « victimes » de Boileau ne manquèrent pas de contre-attaquer au cours de l'année 1667, qui suivit la première édition. Un anonyme fit circuler dans Paris une diatribe en alexandrins intitulée Despréaux ou la Satyre des Satyres, dans laquelle il s'en prenait également au « farceur » Molière, « encensé » selon lui par le satiriste « comme un de ses héros ». Molière et Boileau attribuèrent ce texte à l'abbé Cotin, nommé dans la deuxième satire (« le repas ridicule ») où il était suggéré que ses sermons attiraient peu de monde. Cotin l'attribua à Boileau lui-même et fit, presque dans le même temps, imprimer une intéressante Critique désintéressée sur les satyres du temps. Jean Chapelain composa un violent Discours satyrique au cynique Despréaux ; l'abbé Perrin, un virelai intitulé La Bastonnade ; Jacques de Coras publia Le Satirique berné ; Edme Boursault composa une assez inoffensive comédie, La Satire des satires, dont Boileau obtint, par un arrêt du parlement de Paris du 22 octobre 1668, que les représentations que devaient en donner les comédiens du Marais fussent interdites.
Nicolas Pradon a adressé plusieurs critiques à Boileau dans ses Nouvelles remarques sur tous les ouvrages du sieur D*** et dans Le Satirique français expirant. (Dans ses satires, Boileau se désigne généralement lui-même sous le nom de Despréaux ou avec l'initiale D.)
Tout le reste de sa vie, Boileau justifiera son entreprise. Il revendiquait la liberté de composer et de juger les autres, et notamment les auteurs contemporains. Dans son Discours sur la satire, il fait valoir qu'il s'est montré bien moins hardi que tels de ses prédécesseurs, comme Horace, Juvénal ou Régnier. Dans l'Avis au lecteur qui précède Le Lutrin, il revient sur la question des satires, mentionnant non sans fierté que le président Guillaume de Lamoignon l'a loué plusieurs fois « d'avoir purgé, pour ainsi dire, ce genre de poésie de la saleté qui lui avait été jusqu'alors comme affectée ». Et dans l'Épître X il rappelle qu'Arnauld lui-même loua extrêmement son œuvre satirique : « Arnauld, le grand Arnauld, fit mon apologie. »

## Détail
On trouvera ci-dessous sous chaque rubrique, outre l'année de composition (puis l'année de première publication entre parenthèses) et le nombre de vers, le ou les titres généralement attribué(s) à la satire, mais il faut savoir que ces titres ne sont pas de l'auteur. Le premier recueil des Satires a été publié en 1666 et comportait les sept premières. Certaines d'entre elles avaient cependant été publiées individuellement auparavant.

### Satire I
1657 (1666), 164 vers, « Le départ du poète » ou « Contre les mœurs de la ville de Paris »
Dans cette satire, Boileau raconte l'histoire de Damon (pseudonyme par lequel il se désigne lui-même) qui décide de quitter Paris, las de la ville, de ses vilenies et de ses hypocrisies.
Quittons donc pour jamais cette ville importune,
Où l'honneur est en guerre avecque la fortune ; [...]
Et quel homme si froid ne serait plein de bile,
À l'aspect odieux des mœurs de cette ville ?
Composée en 1657 et publiée en 1666, cette satire sera remaniée plusieurs fois jusqu'en 1701.

### Satire II – À M. de Molière
1662 (1664), 100 vers
Dans cette satire, Boileau loue le génie de Molière, qui semble savoir rimer parfaitement sans effort, talent auquel il oppose ses propres limitations, maudissant son envie irrésistible de composer malgré tout et profitant de l'occasion pour se moquer des rimeurs qui, contrairement à lui, se contentent de peu, comme Jean Chapelain et Georges de Scudéry.
Bienheureux Scudéri, dont la fertile plume
Peut tous les mois sans peine enfanter un volume ! [...]
Et quand la rime enfin se trouve au bout des vers,
Qu'importe que le reste y soit mis de travers !

### Satire III
1665 (1666), 236 vers, « Le repas ridicule »
Dans cette satire, le narrateur raconte un dîner où il s'est rendu contre son gré, dont la composition était gastronomiquement exécrable et où une discussion au sujet de la littérature et de divers auteurs tourne à l'empoignade.
Et sur les bords du plat six pigeons étalés
Présentaient pour renfort leurs squelettes brûlés.
À côté de ce plat paraissaient deux salades,
L'une de pourpier jaune, et l'autre d'herbes fades,
Dont l'huile de fort loin saisissait l'odorat,
Et nageait dans des flots de vinaigre rosat.

### Satire IV
1663 (1666), 128 vers, « La folie humaine »
Dans cette satire, Boileau traite des gens qui sont toujours sûrs de leur fait ; il y philosophe un peu plus que dans les précédentes, observant notamment qu'on a tendance à se donner des principes de vie, voire à réinterpréter la réalité, d'une façon qui nous assure d'être sur le bon chemin malgré nos travers.
Tous les hommes sont fous, et, malgré tous leurs soins,
Ne diffèrent entre eux que du plus ou du moins.
Comme on voit qu'en un bois que cent routes séparent,
Les voyageurs sans guide assez souvent s'égarent,
L'un à droite, l'autre à gauche, et, courant vainement,
La même erreur les fait errer diversement [...]

### Satire V – À M. le marquis deDangeau
1663 (1666), 144 vers, « La vraie noblesse »
Dans cette satire, Boileau se moque des nobles qui tirent vanité de leur seul nom, et rappelle qu'il leur appartient, par leurs actes et leur vertu, de mériter la gloire et l'honneur évoqués par celui-ci. Il traitera de l'honneur sur un ton similaire dans la Satire XI.
On ne m'éblouit point d'une apparence vaine :
La vertu, d'un cœur noble est la marque certaine.
Si vous êtes sorti de ces héros fameux,
Montrez-nous cette ardeur qu'on vit briller en eux.
M. de Dangeau récita cette satire à la cour, au jeu du roi, et connut un énorme succès. Le roi lui-même, qui jouait, en fut frappé; il quitta le jeu pour l'entendre avec plus d'attention, et la loua extrêmement.

### Satire VI
1665 (1666), 126 vers, « Les embarras de Paris »
Dans cette satire, Boileau décrit, avec force images, Paris comme un lieu impossible à vivre : encombrements et bruits incessants le jour, malfrats la nuit...
Mais en ma chambre à peine ai-je éteint la lumière,
Qu'il ne m'est plus permis de fermer la paupière.
Des filous effrontés, d'un coup de pistolet,
Ébranlent ma fenêtre, et percent mon volet :
J'entends crier partout : Au meurtre ! On m'assassine !
Ou : Le feu vient de prendre à la maison voisine !

### Satire VII
1663 (1666), 96 vers
Dans cette satire, Boileau prétend vouloir s'affranchir de la satire pour produire plutôt un texte louangeur, mais se plaint de son incapacité à le faire, exposant la facilité désarmante avec laquelle, par contre, il peut s'adonner à la moquerie et trouver des victimes dignes de sa plume acérée.
Enfin c'est mon plaisir ; je veux me satisfaire.
Je ne puis bien parler, et ne saurais me taire ;
Et, dès qu'un mot plaisant vient luire à mon esprit,
Je n'ai point de repos qu'il ne soit en écrit ; [...]
Boileau reprend le même thème, en le développant davantage, dans la Satire IX.

### Satire VIII
1667 (1668), 308 vers
Dans cette longue satire philosophique, Boileau répond à différents arguments classiques d'un interlocuteur anonyme pour prouver à celui-ci que l'homme, contrairement à ce qu'on aime à croire, n'est pas supérieur à l'animal, et lui est peut-être même inférieur, enchaîné par ses passions (avarice, ambition) et affichant un comportement condamnable.
Quoi donc ! à votre avis, fut-ce un fou qu'Alexandre ?
— Qui ? cet écervelé qui mit l'Asie en cendres ?
Ce fougueux l'Angely, qui, de sang altéré,
Maître du monde entier s'y trouvait trop serré ?
Dans un passage de cette satire, Boileau fait référence à un ouvrage ludique du comte Roger de Bussy-Rabutin :
Moi ! J’irais épouser une femme coquette !
J’irais, par ma constance, aux affronts endurci,
Me mettre au rang des saints qu’a célébrés Bussy ?
C'est Brossette, éditeur de Boileau au début du XVIIIe siècle, qui fait état d'un petit « Livre d’heures » établi par Bussy-Rabutin : « Au lieu des images que l’on met dans les livres de prières, étaient des portraits en miniature de quelques hommes de la cour dont les femmes étaient soupçonnées de galanterie. Bussy-Rabutin avait mis au bas de chaque portrait un petit discours en forme d’oraison ou de prière accommodée au sujet,. »

### Satire IX
1667 (1668), 322 vers, « À mon esprit »
Cette satire reprend le thème de la Satire VII en le développant : pourquoi s'adonner à ce vil jeu de la satire ? Il y dialogue avec son propre esprit, lui reprochant ce penchant, mais lui laissant ensuite la parole pour faire valoir que la satire est moins grave que la médisance (parce que moins hypocrite), que tout le monde a bien le droit d'avoir une opinion (et de l'exprimer), et qu'au final, la satire n'a pas de pouvoir dommageable réel.
Viendrai-je, en une églogue, entouré de troupeaux,
Au milieu de Paris enfler mes chalumeaux,
Et, dans mon cabinet assis au pied des hêtres,
Faire dire aux échos des sottises champêtres ? [...]
Je laisse aux doucereux ce langage affété
Où s'endort un esprit de mollesse hébété.

### Satire X
1692 (1694), 738 vers, « Contre les femmes »
Il s'agit ici d'une longue diatribe sur tous les défauts qu'on peut rencontrer chez une femme, présentée sous forme de dialogue entre l'auteur et un nommé Alcippe, qui va se marier. Boileau y décrit entre autres tour à tour la femme coquette, joueuse, dépensière, savante, dévote, athée, infidèle, contrôlante, marâtre... Cette satire est une des plus célèbres.
Crois-tu que, toujours ferme aux bords du précipice,
Elle pourra marcher sans que le pied lui glisse ;
Que, toujours insensible aux discours enchanteurs
D'un idolâtre amas de jeunes séducteurs,
Sa sagesse jamais ne deviendra folie ?
Boileau avait commencé cette pièce avant 1677, mais l'avait mise de côté pour l'achever en 1692. Au-delà des apparences, il faut lire cette satire dans le contexte de la Querelle des Anciens et des Modernes : Boileau était du camp des Anciens, et le camp des Modernes était en bonne partie soutenu par les femmes.

### Satire XI – À M. de Valincour, secrétaire général de la Marine et des commandements de Monseigneur le comte de Toulouse
1698 (1701), 206 vers
Dans cette satire, qui n'est pas sans rappeler la cinquième, Boileau tente de définir le sens véritable de l'honneur, souvent dénaturé par l'ambition, et qui n'est rien sans la vertu, l'honnêteté et la justice.
Du mensonge toujours le vrai demeure maître,
Pour paraître honnête homme, en un mot, il faut l'être ;
Et jamais, quoi qu'il fasse, un mortel ici bas
Ne peut aux yeux du monde être ce qu'il n'est pas.

### Satire XII – Sur l'équivoque
1703 (1716), 346 vers
Dans cette dernière satire, Boileau personnifie l'équivoque en s'adressant à elle. Il commence par lui reprocher l'ambiguïté de son genre même (le mot peut être féminin ou masculin) pour la traiter de fourbe et enchaîner par un long exposé sur les erreurs commises et observées grâce à son action dans l'histoire religieuse, depuis Adam jusqu'à la simonie contemporaine, en passant par les guerres de religion du XVIe siècle :
Au signal tout à coup donné pour le carnage,
Dans les villes, partout théâtre de leur rage,
Cent mille faux zélés, le fer en main courant,
Allèrent attaquer leurs amis, leurs parents,
Et, sans distinction, dans tout sein hérétique,
Pleins de joie enfoncer un poignard catholique.
Car quel lion, quel tigre égale en cruauté
Une injuste fureur qu'arme la piété ?
Les jésuites étaient hostiles à cette satire, car elle semblait les viser : en effet, la compagnie était accusée à cette époque de pratiquer volontairement l'équivoque. Elle fut en conséquence interdite par Louis XIV et ne fut pas publiée en France du vivant de l'auteur, mort en 1711. Pourtant, dans un discours apologétique, celui-ci affirme qu'il a fait approuver son texte par le cardinal de Noailles, et que les idées qu'il y attaque ont été « plus d'une fois condamnée[s] par toute l'Église, et tout récemment encore par deux des plus grands papes qui aient depuis longtemps rempli le Saint-Siège ».

## Sources